# 1301 Yvonne
1301 Yvonne (1934 EA) là một tiểu hành tinh vành đai chính được phát hiện ngày 7 tháng 3 năm 1934 bởi Louis Boyer ở Algiers.